# Інвестиція
Інвести́ція, капіта́льні вкла́дення (від лат. invest, вкладення коштів) — господарська операція, яка передбачає придбання основних фондів, нематеріальних активів, корпоративних прав та цінних паперів в обмін на кошти або майно. У фінансах метою інвестування є отримання доходу від інвестованого активу. Прибуток може складатися з доходу (прибутку) або збитку, отриманого від продажу майна або інвестицій, нереалізованого приросту капіталу (або амортизації), інвестиційного доходу, такого як дивіденди, відсотки або орендна плата, або комбінації приросту капіталу та доходу. Дохід може також включати валютні прибутки або збитки через зміни курсів обміну валют.
Інвестори зазвичай очікують вищого доходу від більш ризикованих інвестицій. У разі здійснення інвестицій з низьким рівнем ризику дохідність також, як правило, низька. Аналогічно, високий ризик супроводжується ймовірністю великих втрат.
Інвесторам, особливо початківцям, часто радять диверсифікувати свій портфель. Диверсифікація має статистичний ефект зниження загального ризику.

## Інвестиційний менеджмент
Інвестиційний менеджмент — це система принципів і методів розроблення й реалізації управлінських рішень, пов'язаних зі здійсненням різних аспектів інвестиційної діяльності підприємства.
Інвестиційний менеджмент - це процес управління всіма аспектами інвестиційної діяльності суб´єкта підприємництва. Основна мета інвестиційного менеджменту забезпечити найефективнішу реалізацію інвестиційної стратегії суб´єктів підприємницької діяльності .
Інвестиційний менеджмент — це самостійний розділ науки про економіку і фінансову практику, який стосується всіх аспектів управління пов'язаних з інвестиційною діяльностю в рамках реалізації інвестиційних планів і проєктів. 
Інвестиційний менеджмент — це вид діяльності, спрямованої на дослідження, аналіз, регулювання ринку, його організацію і планування. На практиці всі вищезазначені аспекти об'єднує бізнес-план як основний продукт інвестиційного процесу. 
Основною його метою є забезпечення найефективніших шляхів реалізації інвестиційної стратегії компанії на окремих етапах її розвитку.
Завдання інвестиційного менеджменту подібні завданням інноваційного менеджменту, полягають у забезпеченні:
- високих темпів економічного розвитку фірми (підприємства) за рахунок ефективної інвестиційної діяльності;
- максимізації доходів (прибутку від інвестиційної діяльності);
- мінімізації інвестиційних ризиків;
- фінансової стійкості і платоспроможності фірми в процесі здійснення інвестиційної діяльності;
- своєчасності реалізації інвестиційних проєктів і програм.

Функції інвестиційного менеджменту:
- дослідження зовнішнього інвестиційного середовища та прогнозування кон'юнктури інвестиційної діяльності;
- розробка стратегічних напрямків інвестиційної діяльності суб´єкта підприємництва та формування інвестиційних ресурсів;
- пошук і оцінювання інвестиційних переваг реальних проєктів і вибір найефективніших;
- формування та оцінювання інвестиційного портфеля за критеріями доходності, ризику та ліквідності;
- організація моніторингу інвестиційних програм і проєктів;
- підготовка рішень про своєчасний вихід з неефективних проєктів[2].

Принципи інвестиційного менеджменту:
1. Орієнтація на стратегічні цілі розвитку підприємства — управлінські рішення в сфері інвестиційної діяльності не повинні вступати в протиріччя з метою й стратегічними напрямками діяльності підприємства; альними системами управління.
2. Єдність інвестиційних цілей, результатів інвестиційної діяльності та засобів їх досягнення.
3. Комплексність інвестиційного менеджменту, що передбачає планування, аналіз, регулювання та контроль за інвестиційною діяльністю.

Процес інвестиційного менеджменту складається з таких етапів:
1. Визначення інвестиційних потреб підприємства на конкретному етапі його розвитку.
2. Пошук альтернативних форм, проєктів, інструментів задоволення окремих інвестиційних потреб підприємства.
3. Оцінка інвестиційної привабливості окремих інвестиційних проєктів і інструментів.
4. Прийняття інвестиційних рішень щодо формування інвестиційної програми підприємства.
5. Організація реалізації прийнятих інвестиційних рішень.
6. Контроль за процесом реалізації прийнятих інвестиційних рішень.
7. Постінвестиційний моніторинг ефективності окремих проєктів і інструментів і, при необхідності, коригування інвестиційної програми[1].

## Форми інвестицій
Інвестиції в об'єкти підприємницької діяльності здійснюються в різних формах. З метою обліку, аналізу та планування інвестиції класифікуються за різними ознаками:
1. За об'єктами вкладень розрізняють реальні та фінансові інвестиції. Під реальними інвестиціями розуміють вкладення коштів у реальні активи: як матеріальні, так і нематеріальні (інноваційні інвестиції). Під фінансовими інвестиціями розуміють вкладення коштів у різні фінансові активи, серед яких найзначнішу частку посідають вкладення у цінні папери.
2. За характером участі в інвестуванні розрізняють прямі і непрямі інвестиції. Під прямими інвестиціями розуміється безпосереднє вкладення коштів інвестором в об'єкти інвестування. Під непрямими інвестиціями розуміється інвестування, опосередковане іншими особами (інвестиційними або фінансовими посередниками).
3. За періодом інвестування розрізняють короткострокові та довгострокові інвестиції. Під короткостроковими інвестиціями розуміють звичайно вкладення капіталу на період не більше одного року (наприклад, короткострокові депозитні внески, купівля короткострокових ощадних сертифікатів тощо). Під довгостроковими інвестиціями розуміють вкладення капіталу на період більше одного року.
4. За формами власності інвесторів розрізняють інвестиції приватні (акціонерні), державні, іноземні та спільні.
5. За регіональною ознакою розрізняють внутрішньодержавні та закордонні інвестиції. Під внутрішніми інвестиціями розуміють вкладення коштів у об'єкти інвестування, розміщені в межах даної країни. Під інвестиціями за кордоном (іноземні інвестиції) розуміють вкладення коштів у об'єкти інвестування, наприклад, через створення складальних або виробничих потужностей за кордоном (прямі інвестиції).

### Фінансові інвестиції
Фінансові інвестиції — це активи, які отримуються підприємством з метою збільшення прибутку (відсотків, дивідендів тощо), зростання вартості капіталу або інших вигод для інвестора. Під фінансовими інвестиціями розуміють вкладення коштів у різні фінансові активи, серед яких найзначнішу частку посідають вкладення у цінні папери. Фінансова інвестиція передбачає придбання корпоративних прав, цінних паперів, деривативів та інших фінансових інструментів. Фінансові інвестиції поділяються на прямі та непрямі-портфельні.
Прямі інвестиції — безпосереднє вкладення коштів інвестором в об'єкти інвестування. Пряме інвестування здійснюють підготовлені інвестори, які мають достатньо інформації про об'єкт інвестування і знають механізм інвестування. Прямі інвестиції, як правило, здійснюються у формі кредиту без інвестиційних посередників з метою оволодіння контрольним пакетом акцій компанії. Пряма інвестиція передбачає внесення коштів або майна до статутного фонду юридичної особи в обмін на корпоративні права, емітовані такою юридичною особою.
Прямі інвестиції мають безпосередній вплив на обсяги капітальних вкладень в економіку. Мета прямих інвестицій — встановлення контролю за діяльністю підприємства i одержання прибутку від його господарської діяльності.
Прямі фінансові інвестиції дають змогу підприємству реалізувати стратегічні цілі свого розвитку швидким i дешевим шляхом. Так, при галузевій або регіональній диверсифікації операційної діяльності, нарощенні обсягів виробництва i реалізації продукції шляхом «захоплення» підприємств-конкурентів у своєму сегменті ринку та інших аналогічних випадках підприємство шляхом відповідних форм фінансового інвестування може придбати контрольний пакет акцій (контрольну частку у статутному фонді) суб'єктів господарювання, сума покупки яких становить більше половини ринкової вартості їх бізнесу (50 % плюс одна Акція (цінний папір)). Прямі інвестиції впливають на рівень зайнятості i стан внутрішнього ринку країни.
У розвинених країнах критерієм віднесення інвестицій до прямих є 10%-ва частка у статутному фонді об'єкта інвестування. Інвестиція може вважатися прямою i з меншою часткою участі, однак вона повинна забезпечувати реальний вплив на господарську діяльність об'єкта інвестування. Якщо ж частка участі становить понад 10 %, але реальний контроль за об'єктом відсутній, то інвестиція прямою не вважається.
Непрямі портфельні інвестиції — інвестування, опосередковане іншими особами (інвестиційними або фінансовими посередниками). Не усі інвестори мають достатню кваліфікацію для ефективного вибору об'єктів інвестування та подальшого управління ними. У цьому випадку вони купують цінні папери, що випускаються інвестиційними або іншими фінансовими посередниками (наприклад, інвестиційні сертифікати інвестиційних фондів або інвестиційних компаній), а останні розміщують зібрані таким чином інвестиційні кошти на власний розсуд у найефективніші об'єкти інвестування, беруть участь в управлінні ними, а отримані доходи розподіляють серед своїх клієнтів.
Портфельна інвестиція передбачає придбання цінних паперів, деривативів та інших фінансових активів за кошти на біржовому ринку (за винятком операцій із скупівлі акцій як безпосередньо платником податку, так і пов'язаними з ним особами, в обсягах, що перевищують 50 % загальної суми акцій, емітованих іншою юридичною особою, які належать до прямих інвестицій.
Капітальна інвестиція — це витрати на будівельно-монтажні роботи, придбання будівель або їх частин, обладнання, інструменту, інвентарю, інші капітальні роботи і витрати на проєктно-пошукові роботи, геологорозвідувальні і бурові роботи, а також витрати на відведення земельних ділянок і переселення у зв'язку з будівництвом, на підготовку кадрів для підприємств, що будуються та ін.
Типи фінансових інвестицій
Існує три основних типи фінансових інвестицій:
1. Власні інвестиції Власні інвестиції є найнестабільнішим та найвигіднішим класом інвестицій. Наведені нижче приклади інвестицій у власність: Цінні папери, акції — буквально сертифікати, які говорять, що у вас є частина компанії. Ваші очікування щодо прибутку реалізуються (чи ні), як ринок оцінює актив, на який ви володієте правами. Попит на акції підвищує ціну, збільшуючи прибуток, якщо ви вирішите продати акції. Бізнес. Гроші, започатковані для запуску та ведення бізнесу, — це інвестиції. Підприємництво є одним із найважчих інвестицій, оскільки це вимагає більше, ніж просто грошей. Отже, це також інвестиції в власність з надзвичайно великим потенційним прибутком. Нерухомість — Будинки, квартири чи інші житлові будинки, які ви купуєте для оренди, ремонту та перепродажу. Дорогоцінні об'єкти. Золото, картини Да Вінчі та підписаний Джерсі Леброн Джеймс можна вважати інвестицією в власність, за умови, що це об'єкти, які купуються з метою їх перепродажу на прибуток. Дорогоцінні метали та предмети колекціонування не обов'язково є хорошими інвестиціями з ряду причин, однак їх можна класифікувати як інвестиції.
2. Інвестиції в кредит Інвестиції в кредит дозволяють вам бути банком. Вони, як правило, мають менший ризик, ніж інвестиції у власність, і тому в результаті зменшуються. Облігація, емітована компанією, сплачуватиме певну суму протягом певного періоду, тоді як протягом цього періоду фонд компанії може подвоїтися або потроїтись у вартості, сплативши набагато більше, ніж облігації, або він може сильно втратити і збанкрутувати. Ваш ощадний рахунок. Навіть якщо у вас немає нічого, крім звичайного ощадного рахунку, ви можете назвати себе інвестором. Ви, по суті, видаєте гроші банку, яке виплатитиметься у формі позик. Облігації — це категорія для широкого кола інвестицій з казначейських та міжнародних боргових зобов'язань до корпоративних небажаних облігацій. Ризики та прибутки значно відрізняються між різними типами облігацій, але в цілому кредитні інвестиції становлять менший ризик та забезпечують нижчу дохідність, ніж інвестиції у власність.
3. Готівкові еквіваленти. Це інвестиції, які легко конвертувати в готівку. Фонди грошового ринку. З грошовими ринковими фондами, прибуток дуже малий, від 1 % до 2 %, і ризики також невеликі. Фонди грошового ринку також є більш ліквідними, ніж інші інвестиції, тобто ви можете написати чеки за рахунками на грошовому ринку так само, як і за допомогою контрольного рахунку.[4]

## Інвестиційна діяльність
Інвестиційна діяльність — це сукупність практичних дій громадян, юридичних осіб і держави по реалізації інвестицій (у майновій, фінансовій, чи матеріальній формі) з метою одержання прибутку.
Інвестиційна діяльність підприємства являє собою послідовну, цілеспрямовану діяльність, що полягає у капіталізації об'єктів власності, у формуванні і використанні інвестиційних ресурсів, регулюванні процесів інвестування і міжнародного руху інвестицій та інвестиційних товарів, створенні відповідного інвестиційного клімату і має на меті одержання прибутку чи визначеного соціального ефекту.
Інвестиційна діяльність — це різновид господарської діяльності, тобто як систематичні дії організаційно-майнового характеру, спрямовані на вкладення інвестицій на довготривалій або постійній основі з метою визначення соціально-економічного ефекту, насамперед — отримання прибутку.
Головна мета інвестиційної діяльності — забезпечення найефективніших шляхів реалізації інвестиційної стратегії підприємства.
Об'єктивною основою інвестиційної діяльності є інвестиційні цикли. Інвестиційний цикл — це процес, який реалізується протягом часу здійснення інвестицій. Він визначається часом між моментом формування інвестиційних намірів до моменту виходу зданих у експлуатацію об'єктів на проєктні техніко-економічні показники.
Типові етапи інвестиційної діяльності підприємств:
- формування початкового капіталу;
- просте відтворення капіталу підприємства;
- розширене відтворення капіталу підприємства;
- залучення підприємством зовнішніх інвестицій;
- ведення підприємством зовнішньої інвестиційної діяльності;
- скорочене відтворення;
- потреба в виробничому переоснащенні підприємства, значних зовнішніх інвестиціях.[6]

Об'єкти інвестиційної діяльності  можуть бути поділені на такі групи: матеріальні цінності, цінні папери та майнові права, інтелектуальні цінності. Визначені види об'єктів інвестування можуть бути як об'єктами, в які вкладаються кошти, так і формами, в яких здійснюються вкладення.
Суб'єктами (інвесторами та учасниками) інвестиційної діяльності можуть бути фізичні та юридичні особи України й іноземних держав, а також держави.
Інвестори — суб'єкти інвестиційної діяльності, які приймають рішення про вкладання власних, позикових і залучених майнових та інтелектуальних цінностей в об'єкти інвестування. Інвестори можуть виступати в ролі вкладників, кредиторів, покупців, а також виконувати функції будь-якого учасника інвестиційної діяльності.
За своїм статусом інвестори можуть бути корпоративними, інституційними та індивідуальними.
Корпоративні інвестори — це, переважно, акціонерні товариства, а також підприємства інших форм власності, що мають вільні грошові кошти.
Інституційні інвестори — це портфельні інвестори, які формують інвестиційний портфель на підставі фундаментального прогнозу поведінки у довготерміновому та середньостроковому періодах. Зазвичай це фахівці, робота яких полягає в довірчому управлінні активами.
Інституційними інвесторами є банки, інститути спільного інвестування (пайові та корпоративні інвестиційні фонди), інвестиційні фонди, взаємні фонди інвестиційних компаній, недержавні пенсійні фонди, страхові компанії, інші фінансові установи, які здійснюють операції з фінансовими активами в інтересах третіх осіб за власний рахунок чи за рахунок цих осіб, а у випадках, передбачених законодавством, — також за рахунок залучених від інших осіб фінансових активів з метою отримання прибутку або збереження реальної вартості фінансових активів.
Індивідуальні (приватні) інвестори — це фізичні особи, які використовують свої нагромадження для інвестування. Індивідуальний інвестор найчастіше зацікавлений у тому, щоб вільні грошові кошти принесли дохід, що стане джерелом доходів при досягненні пенсійного віку або забезпечить фінансову стабільність його родині.
Права в усіх інвесторів, незалежно від форми власності щодо розміщення інвестицій у будь-які об'єкти, є рівні. Умови інвестування можуть бути різними для вітчизняних та іноземних учасників. Це залежить від державної політики щодо активізації інвестиційних процесів та напрямків їх державного регулювання.
Учасники інвестиційної діяльності — це громадяни та юридичні особи України, інших держав, які забезпечують реалізацію інвестицій як виконавці замовлень або на підставі доручення інвестора.

## Ризики інвестиційної діяльності
Ризики інвестиційної діяльності — це імовірність отримати відмінний від очікуваного результат інвестиційної діяльності внаслідок дії екзогенних і ендогенних чинників впливу. Під очікуваним результатом мається на увазі отримання доходів або/і досягнення певного соціального, технологічного, інформаційного, інноваційного та інших ефектів.
Ризик інвестиційної діяльності як багатофункціональна категорія виконує досить широкий спектр функцій, які випливають одна з одної.
Захисна функція полягає в попередженні небезпеки. Оскільки ризик виникає в несприятливих умовах інвестування, то основною метою за цих обставин є захист інвестиційного капіталу від деструктивного впливу зовнішніх та внутрішніх чинників.
Аналітична функція передбачає критичну оцінку ризикової ситуації і, відповідно, підбір оптимально можливих рішень із множини варіантів розвитку ситуації.
Тісно пов'язана з аналітичною функцією й інноваційна. Адже зазвичай ризикові ситуації вимагають прийняття нестандартних креативних рішень.
Стимулювальна функція проявляється в тому, що настання ризику спонукає суб'єктів інвестування мобілізуватись, проявити всі вміння і навички задля успішної нейтралізації, мінімізації або використання на свою користь загроз, які виникли.
Регулятивна функція полягає в тому, що ризик може виступати об'єктом управління і через нього, до прикладу, регіональні органи влади можуть здійснювати управління іншими процесами соціально- економічного розвитку регіону.
Координувальна функція проявляється в тому, що інвестонадавач у ризиковій ситуації змушений додатково координувати власні дії шляхом відбору оптимальних рішень і методів впливу.

## Інвестиційна діяльність в Україні
Інвестиційна діяльність в Україні здійснюється на основі:
- інвестування, здійснюваного громадянами, недержавними підприємствами, господарськими асоціаціями, спілками і товариствами, а також громадськими і релігійними організаціями, іншими юридичними особами, заснованими на колективній власності;
- державного інвестування, здійснюваного органами влади і управління України, Автономної Республіки Крим, місцевих Рад народних депутатів за рахунок коштів бюджетів, позабюджетних фондів і позичкових коштів, а також державними підприємствами і установами за рахунок власних і позичкових коштів;
- іноземного інвестування, здійснюваного іноземними громадянами, юридичними особами та державами;
- спільного інвестування, здійснюваного громадянами та юридичними особами України, іноземних держав. (Абзац п'ятий частини другої статті 2 із змінами, внесеними згідно із Законом № 1955-12 від 10.12.91)

За результатами опитування, проведеного Американською торговельною палатою в Україні в жовтні 2019 року серед топ-менеджерів компаній-членів, три найпривабливіші галузі для інвестицій в Україні були сільське господарство, інформаційні технології, традиційна та відновлювальна енергетика.

## Інвестиційна політика
Інвестиційна політика — загальнодержавні принципові рішення і заходи, що визначають напрями використання капітальних вкладень у сферах і галузях економіки з метою забезпечення ефективності та пропорційності її розвитку, усунення міжгалузевих і внутрішньогалузевих диспропорцій, досягнення оптимальних співвідношень між розвитком матеріального виробництва і невиробничої сфери.
Інвестиційна політика повинна мати мету, завдання та механізм їх реалізації.
Мета інвестиційної політики полягає в реалізації стратегічного плану економічного і соціального розвитку країни. Але в кожному разі кінцева мета інвестиційної політики — пожвавлення інвестиційної діяльності, спрямованої на підйом вітчизняної економіки та підвищення ефективності суспільного виробництва.
Завдання інвестиційної політики залежать від поставленої мети і конкретно сформованій економічній ситуації в країні.
Розроблена і прийнята інвестиційна політика не може бути виконана без наявності чіткого механізму її реалізації. Він, як правило, повинен включати в себе:
- вибір надійних джерел і методів фінансування інвестицій;
- визначення термінів і вибір органів, відповідальних за реалізацію інвестиційної політики;
- створення необхідної нормативно-правової основи для функціонування ринку інвестицій;
- створення сприятливих умов для залучення інвестицій.

Крім державної, розрізняють такі види інвестиційної політики:
- галузеву;
- регіональну;
- інвестиційну політику окремих суб'єктів господарювання.

Всі вони знаходяться в тісному взаємозв'язку, але визначальною є державна інвестиційна політика, так як вона повинна створювати цивілізовані правила гри в галузі інвестицій та сприяти активізації інвестиційної діяльності на всіх рівнях.
Єдину державну політику у сфері інвестиційної діяльності визначає Верховна Рада України, яка:
- створює законодавчу базу для сфери інвестиційної діяльності;
- затверджує пріоритетні напрями інвестиційної діяльності як окрему загальнодержавну програму або у складі Програми діяльності Кабінету Міністрів України, загальнодержавних програм економічного, науково-технічного, соціального розвитку та охорони довкілля;
- в межах Державного бюджету України визначає обсяг асигнувань для фінансової підтримки інвестиційної діяльності.

Реалізацію державної політики у сфері інвестиційної діяльності забезпечує Кабінет Міністрів України.
Центральні органи виконавчої влади: здійснюють підготовку пропозицій щодо реалізації інвестиційної політики у відповідній галузі економіки, створюють організаційно-економічні механізми підтримки її реалізації.

## Інвестиційний клімат
Інвестиційний клімат — сукупність чинників економічного, політичного, правового та соціального характеру, які бере до уваги інвестор, ухвалюючи рішення щодо здійснення інвестицій.
Для оцінки інвестиційного клімату використовують такі узагальнюючі синтетичні показники:
1. політична і фінансова стабільність;
2. рівень загальноекономічного розвитку країни;
3. рівень розвитку ринкової та інвестиційної інфраструктури;
4. ємність внутрішнього ринку;
5. вартість робочої сили;
6. купівельна спроможність населення;
7. рівень криміногенних, екологічних та інших ризиків.

Комплекс чинників, що визначають інвестиційний клімат, можна поділити на три групи.
1. Інституційні: внутрішня і зовнішня політична стабільність, національне законодавство в цілому і політика держави щодо іноземних інвестицій, господарське і фінансове право, міцність державних інститутів, менталітет, ступінь державного втручання в економіку, культура.
2. Економічні: загальна характеристика економіки, ємність фондового ринку, характеристика банківської сфери, стабільність національної валюти, ринкова та інвестиційна інфраструктура, інформаційна відкритість і традиційність, податки і тарифи, вартість робочої сили, доступ до факторів виробництва.
3. Соціально-психологічні: соціальний рівень розвитку суспільства, рівень кваліфікаційної підготовки робочої сили, доступ до факторів виробництва.

Значимість кожного чинника в окремо взятій країні різна в залежності від рівня економічного розвитку, історичних та національних тенденцій.

## Інвестиційний центр
Інвестиці́йний центр — юридична особа або об'єднання юридичних осіб: фінансових брокерів або/та консультантів, які надають можливість, як фізичним так і юридичним особам користуватись всіма фінансовими та інвестиційними інструментами ринку: інвестиції в цінні папери та нерухомість, бізнес, страхування, кредити, депозити, банківські метали, антикваріат та інше.

## Структурні вади інвестицій в слаборозвинених країнах
П. Самуельсон звернув увагу на тісний взаємозв'язок та взаємозалежність заощадження і нагромадження (інвестування). Розглядаючи історичні особливості слаборозвинених країн, він зазначав «збереження старих феодальних традицій» щодо торгівлі, промисловості та ощадливості, в яких «якісна структура інвестицій часто хибна з точки зору національного розвитку». Багато обмежених заощаджень йде на створення скарбів із золота та коштовностей, розкішні житлові будинки, спостерігаються «…тенденції багатих прошарків накопичувати свої заощадження за кордоном — легальними і нелегальними шляхами», що робить недоступними їх використання національною економікою для внутрішнього розвитку.
Економічну основу розповсюдження розкрадання як традиційного відтворювального елементу господарювання становить відсутність масової дрібної приватної власності. Історична практика цивілізованих країн Заходу засвідчує, що тільки поступовий, еволюційний відтворювальний процес формування приватної власності має майбутнє. Формування дійсно трудової приватної власності потребує часу. Пояснюється це тим, що нагромадження капіталу на базі трудової приватної власності досягається за рахунок заощаджень трудових доходів та їх розширеного відтворення протягом кількох поколінь. На базі трудової приватної власності формується філософія середнього класу, про яку так багато писали Макс Вебер, Тоуні і Зомбарт.
Поведінка суб'єктів господарювання формується не тільки в умовах правового економічного поля, а й під впливом рівня усвідомленості, доступу до інформації і знань, культури та менталітету. Однією з особливих рис поведінки людини у нашому суспільстві, що протягом багатьох століть успадковується, є розкрадання. Так, щодо Росії Василь Розанов писав, що там власність складається з таких понять, як «випросив», «подарував» або «обібрав»; власної праці там дуже мало, і тому вона не має ваги і не шанується.

## Валові внутрішні інвестиції
Інвестиційні витрати (або валові внутрішні інвестиції) — витрати на придбання капітального устаткування, машин, нерухомості, у тому числі кошти домогосподарств, використаних для купівлі нового житла.
Загальновідомо, що валові інвестиції містять чисті, які є сумою валових, зменшених на величину амортизаційних відрахувань за певний період. Однак у поняття валових деякі автори включають нове будівництво, реконструкцію та розширення, технічне переобладнання і підтримку діючих потужностей, інші автори валові інвестиції визначають як засоби, які спрямовані на нове будівництво, придбання виробництва і приріст товарно-матеріальних запасів.
В економіці, де відбувається економічне зростання, валові інвестиції перевищують амортизацію, що означає зростання обсягу капіталу.
У статичній економіці валові інвестиції цілком заміщають капітал, спожитий у процесі виробництва річного обсягу продукції. В економіці, що стагнує, валових інвестицій недостатньо, щоб поновити капітал, спожитий у річному виробництві. У результаті відбувається скорочення обсягу капіталу в економіці. Основним джерелом інвестування є національний дохід, за рахунок якого утворюється фонд нагромадження, що, у свою чергу, умовно поділяється на фонд відшкодування і фонд відновлення. За рахунок цих фондів формуються валові і чисті (у їх складі) інвестиційні ресурси.

## Цікава історія
Кодекс Хаммурапі (близько 1700 до н. е.) забезпечує правову основу для інвестицій, створення засобу для застави шляхом кодифікації дебіторського та кредиторського права щодо заставленої землі. Покарання за порушення фінансових зобов'язань не менш серйозні, ніж за злочини, пов'язані з травмами або смертю.
На початку 1900-х років покупці акцій, облігацій та інших цінних паперів, були описані в засобах масової інформації, наукових кіл і торгівлі, як спекулянти. До 1950 року довгострокові інвестиції прийшли, щоб позначити більш консервативні частини спектра цінних паперів, у той час як спекуляції розрізняли дії фінансових брокерів та їх рекламних агентств до більш високих ризикових цінних паперів.